# Staunton skakbrikker
Staunton skakbrikker er skakbrikker i en særlig udformning, der bruges til spillet skak. Ifølge skakreglerne er det denne type brikker, der skal bruges til konkurrencer. Journalisten Nathaniel Cook bliver krediteret for designet, og de er navngivet efter den engelske skakmester Howard Staunton. De første 500 sæt blev signeret og nummeret af Staunton. De blev solgt via Jaques of London første gang i 1849, og de blev hurtigt en standard inden for spillet, og er siden blevet brugt overalt i verden.

## Varianter
Der findes 17 anerkendte varianter, der er afledt af de oprindelige Staunton skakbrikker fra 1849:
1. Leuchars skakbrikker (1849)
2. Cooke skakbrikker (1849–50)
3. Wedgewood skakbrikker (1849)
4. Morphy skakbrikker (1851) – characterized by "Morphy" knights, which have more pronounced jowls than other designs.
5. Harrwitz skakbrikker (1852–55)
6. Paulsen skakbrikker (1853–55)
7. Anderssen skakbrikker (1855–65)
8. Steinitz skakbrikker (1865–70)
9. Tarrasch skakbrikker (1870–75)
10. Zukertort skakbrikker (1875–80)
11. Lasker skakbrikker (1880–85)
12. Pre-Hartston skakbrikker (1885–90)
13. Hartston skakbrikker (1890–1900)
14. Marshall skakbrikker (1900–15)
15. Nimzovitch skakbrikker (1927–37)
16. Broadbent skakbrikker (1925–37)
17. Lessing skakbrikker (1927–37)

## Springer-varianter
Selv blandt standard Staunton-brikker kan udformningen variere. Særligt springeren variere meget. Nedenfor er en række eksempler.